# Torno (Italie)
Pour les articles homonymes, voir Torno.
Torno est une commune italienne située dans la province de Côme, en région de Lombardie, sur les rives du lac de Côme. Lors du recensement de 2010, elle compte 1 214 habitants.

## Géographie
La frazione de Montepiatto, faisant partie de la commune, est accessible à pied depuis centre-ville de Torno. La commune de Torno est bordée par Blevio, Carate Urio, Côme, Faggeto Lario, Moltrasio et Tavernerio.

## Administration
| Période                                  | Période  | Identité      | Étiquette | Qualité |
| ---------------------------------------- | -------- | ------------- | --------- | ------- |
| 30 mai 2006                              | En cours | Giovanni Sala |           |         |
| Les données manquantes sont à compléter. |          |               |           |         |

Le 26 mai 2019, les citoyens de Torno ont été appelés aux urnes pour les élections municipales de 2019. Le maire Rino Malacrida a été reconduit dans ses fonctions.